# Setabis luceres
Setabis luceres is een vlindersoort uit de familie van de prachtvlinders (Riodinidae), onderfamilie Riodininae.
Setabis luceres werd in 1870 beschreven door Hewitson.